# Síndrome de Pilotto
Síndrome de Pilotto é uma doença rara que afeta o rosto, o coração e as costas. A síndrome pode causar fenda labial e palatina, escoliose e retardo mental. Os Institutos Nacionais de Saúde e o Escritório de Doenças Raras classificaram essa síndrome como afetando menos de 200.000 pessoas nos Estados Unidos.